# Hans Modrow
Hans Modrow (Pölitz, 27 gennaio 1928 – Berlino, 11 febbraio 2023) è stato un politico tedesco.
È stato un membro del Partito Socialista Unificato di Germania (SED) e penultimo presidente del Consiglio dei ministri della Repubblica Democratica Tedesca, in carica dal 13 novembre 1989 al 12 aprile 1990. Dal 1989 è stato membro del PDS ed è stato presidente onorario del partito Die Linke.
Modrow è nato a Jasenitz, Provincia di Pomerania, in Germania, oggi Jasienica parte della città di Police, in Polonia. Ha brevemente servito nel Volkssturm, fondato nel 1944 da Adolf Hitler e successivamente è stato detenuto come prigioniero di guerra. 
Al momento del rilascio, nel 1949, entra a far parte del Partito Socialista Unificato di Germania (SED). Modrow ha avuto una lunga carriera politica nella Germania Est, compresi i periodi in qualità di membro della Camera del popolo (Volkskammer). Dal 1973 in poi, è stato leader del SED di Dresda, terza città più grande della Germania Est.
A Modrow è stato impedito di salire nella scala più alta e locale del partito, in gran parte perché era uno dei pochi leader del SED che hanno osato criticare pubblicamente il capo di lunga data del SED Erich Honecker. Ciò nonostante, ha sviluppato alcuni contatti importanti con l'Unione Sovietica, tra cui l'eventuale leader sovietico Michail Gorbačëv. Quando Honecker fu rovesciato nel mese di ottobre del 1989, Gorbaciov sperava che Modrow sarebbe diventato il nuovo leader del SED. Tuttavia, invece fu selezionato Egon Krenz.
È diventato premier a seguito delle dimissioni di Willi Stoph il 18 novembre 1989. Dopo le dimissioni di Krenz come leader del SED, il 3 dicembre, Modrow è diventato il leader de facto della Germania Est. Il SED, che in seguito ha cambiato il suo nome in Partito del Socialismo Democratico, aveva abbandonato il potere due giorni prima. Modrow rimase premier fino alle elezioni del 18 marzo 1990.
Nella Germania riunificata, è stato membro del Bundestag (dal 1990 al 1994) e parlamentare europeo (dal 1999 al 2004).

## Biografia
Modrow venne chiamato per svolgere una formazione specialistica di macchinista nel 1942-1945 all'età di 17 anni nella seconda guerra mondiale nel Volkssturm, cadde poi in prigionia sovietica. In Unione Sovietica, Modrow frequentò una "Scuola di Fronte antifascista" per la formazione antifascista dei membri della Wehrmacht.
Nel 1949 tornò dalla prigionia e rientrò in Germania dove lavorò come macchinista in locomotiva / lavori elettrotecnici (AES) ad Hennigsdorf. Dal 1949 al 1961 Modrow fu impegnato nel Brandeburgo, Meclemburgo e Berlino in varie funzioni nell'organizzazione giovanile Freie Deutsche Jugend. Divenne un membro del SED e della Libera Federazione Sindacale tedesca.
Dal 1952 al 1953 ha frequentato l'Università del Comitato Centrale del Soviet leninista comunista a Mosca. Dal 1954 al 1957 ha completato un corso per corrispondenza presso la Parteihochschule Karl Marx, laureato in scienze sociali. Dal 1959 al 1961 ha seguito la formazione a distanza presso l'Università di economia di Berlino Bruno Leuschner (HfÖ), ottenendo il titolo di economista. Nel 1966 si trova presso la Humboldt-Universität zu Berlin con l'autore Rainer Falke a lavorare sull'„individuazione, la selezione e lo sviluppo dei giovani atleti per le posizioni dirigenziali nel settore socialista.“

## Carriera politica

### Prima de"La svolta"(Die Wende)
All'interno della SED Modrow fece carriera in fretta: Nel 1954 divenne membro della direzione distrettuale della SED di Berlino e nel 1958 un membro della Volkskammer, che restò fino alla fine della RDT nel 1990. Nel settembre 1961 venne eletto primo segretario del quartiere dirigenza della SED di Berlin-Köpenick, quindi fu Segretario della direzione distrettuale della SED di Berlino e responsabile della propaganda. Dal 1967 al 1989 è stato membro del Comitato Centrale (ZK) della SED. Nel ZK Modrow lavorò dal 1967 fino al 1973 come Capo del Dipartimento per la propaganda. Dal 1973 al 1989 Modrow lavorò come Primo segretario del distretto della SED a Dresda.
Nel 1975 è stato insignito dell'Ordine al merito per la patria della RDT in Oro.
A differenza di altri alti funzionari della SED Modrow è stato considerato integro, la sua vita personale è rimasta modesta. Ha vissuto con la sua famiglia, per esempio, in un appartamento di tre stanze nel centro di Dresda. Non chiaro fu il suo atteggiamento nei confronti del leader sovietico Michail Gorbačëv, della perestrojka e del glasnost' in Unione Sovietica.
Nel 1987, era parte di in un piano sovietico poi non eseguito per la successione di Erich Honecker.

### 1989-1990

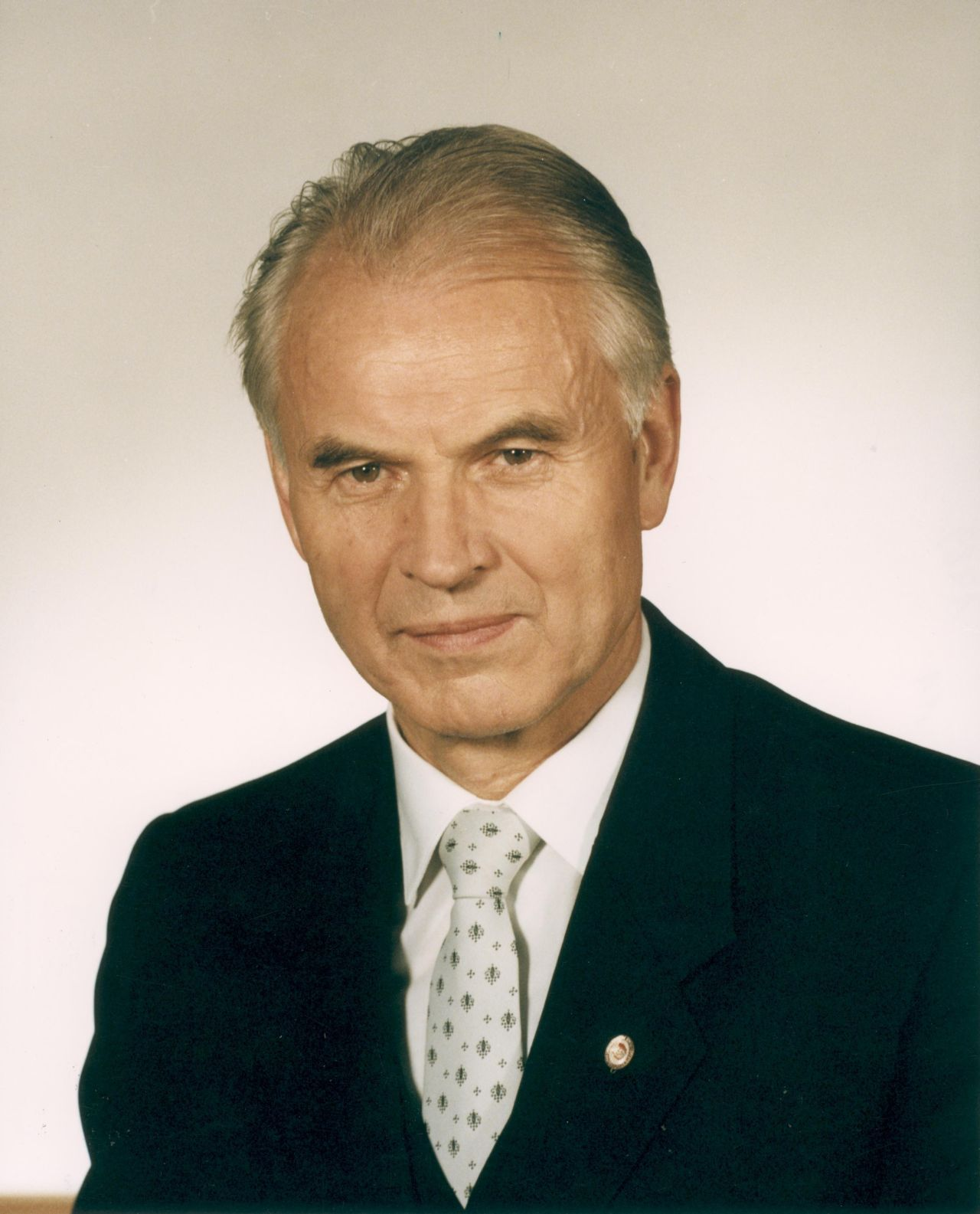
Hans Modrow nel 1989

Il 3 ottobre 1989 ha lasciato che venissero arrestati a Dresda i treni di transito per rifugiati. Il 13 ottobre 1989, la direzione della polizia di Dresda sotto il suo comando organizzò un piano segreto dettagliato per reprimere i disordini civili.
Secondo i suoi propri conti nel 1991 aveva cercato di esporre la sua opinione come una "decisione irragionevole" quella di annullare la partenza dei treni attraverso la RDT.
L'8 novembre 1989, Modrow fu membro del Politburo del Comitato Centrale della SED e Vice presidente a dicembre del ribattezzato partito in SED-PDS. Il 13 novembre è stato eletto alla Camera del popolo come successore di Willi Stoph, con un voto contrario a Margot Honecker a Primo Ministro della Repubblica Democratica Tedesca. Il suo governo prestò giuramento il 18 novembre.

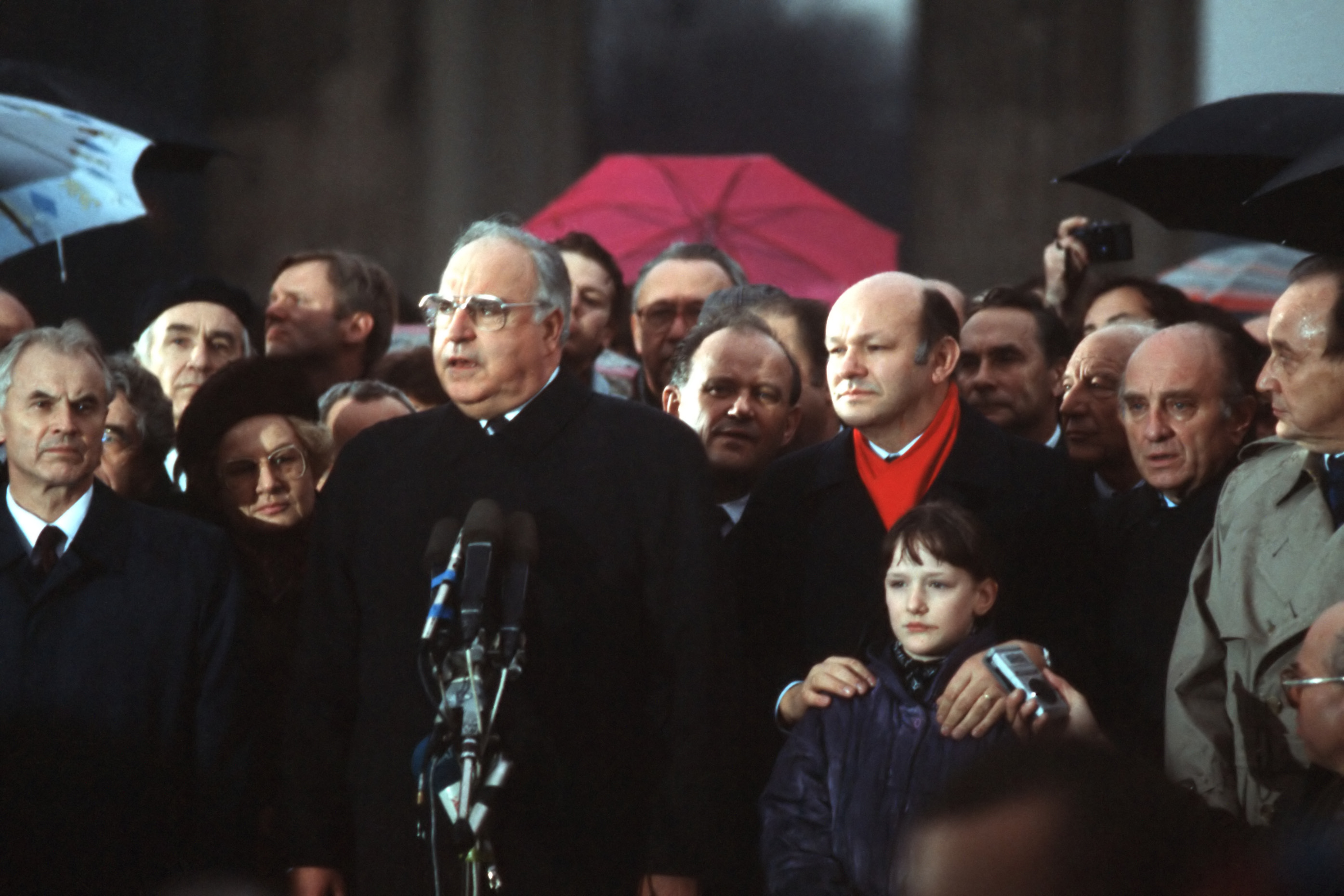
Modrow con il Cancelliere Helmut Kohl durante l'apertura della Porta di Brandeburgo il 22 dicembre 1989.

In un'intervista, il 3 dicembre 1989, Wolfgang Berghofer e Markus Wolf dissero ad alta voce a Modrow: „Compagni, se vogliamo salvare il partito, abbiamo bisogno di un colpevole“. Berghofer rispose: „Noi siamo colpevoli“, e Modrow disse: „Non si può parlare così“. Le masse avrebbero rapidamente ottenuto e presentato una carica. „Questa non poteva essere la SED.“Il colpevole doveva essere il ministero della Sicurezza dello Stato. Wolf balzò in piedi allora e protestando disse: „Hans, noi - scudo e spada del partito - non abbiamo mai fatto nulla senza ordini da te,“come „principale responsabile per i fatti“ Modrow accusò Alexander Schalck-Golodkowski prima di Berghofer.
Quando Modrow visitò Mosca il 30 gennaio 1990, Mikhail Gorbachev disse che la «Riunificazione tedesca" non sarebbe stata messa da lui in dubbio. Modrow gli diede un catalogo che Gorbaciov avrebbe portato ai negoziati con i suoi partner occidentali. Di conseguenza, Modrow conosciuto e con lui alla direzione del partito della SED-Pds fece una dichiarazione per "comunanza della nazione tedesca". Il 5 febbraio 1990 ebbe dei rappresentanti di nuovi raggruppamenti di opposizione di centro alla Tavola rotonda, come ministro senza divisioni creò un governo di responsabilità nazionale.
Con la cosiddetta Legge 7 marzo 1990 Modrow poco prima dell'inizio delle prime elezioni libere alla Volkskammer il 18 marzo del 1990, diede l'opportunità ai cittadini della RDT per l'acquisto a prezzo economico del terreno su cui si trovavano le loro case. Per motivi legali (perché i proprietari erano fuggiti in Occidente), la proprietà della casa e dei terreni fu spesso separata nella RDT. Secondo le stime dell'Ufficio dell'Amministrazione nazionale di Weimar in Turingia la legge da sola ha causato perdite per circa 250 milioni di marchi per le comunità e il paese. Secondo Bernhard Vogel queste perdite furono "fittizie", perché gli appezzamenti furono valutati dove sorgeva una casa che era stata di un proprietario diverso.
Nel febbraio 1990, Modrow divenne presidente onorario del Pds. Dal 3 ottobre 1990 al 1994 è stato deputato del Pds al Bundestag.

### Dopo la riunificazione

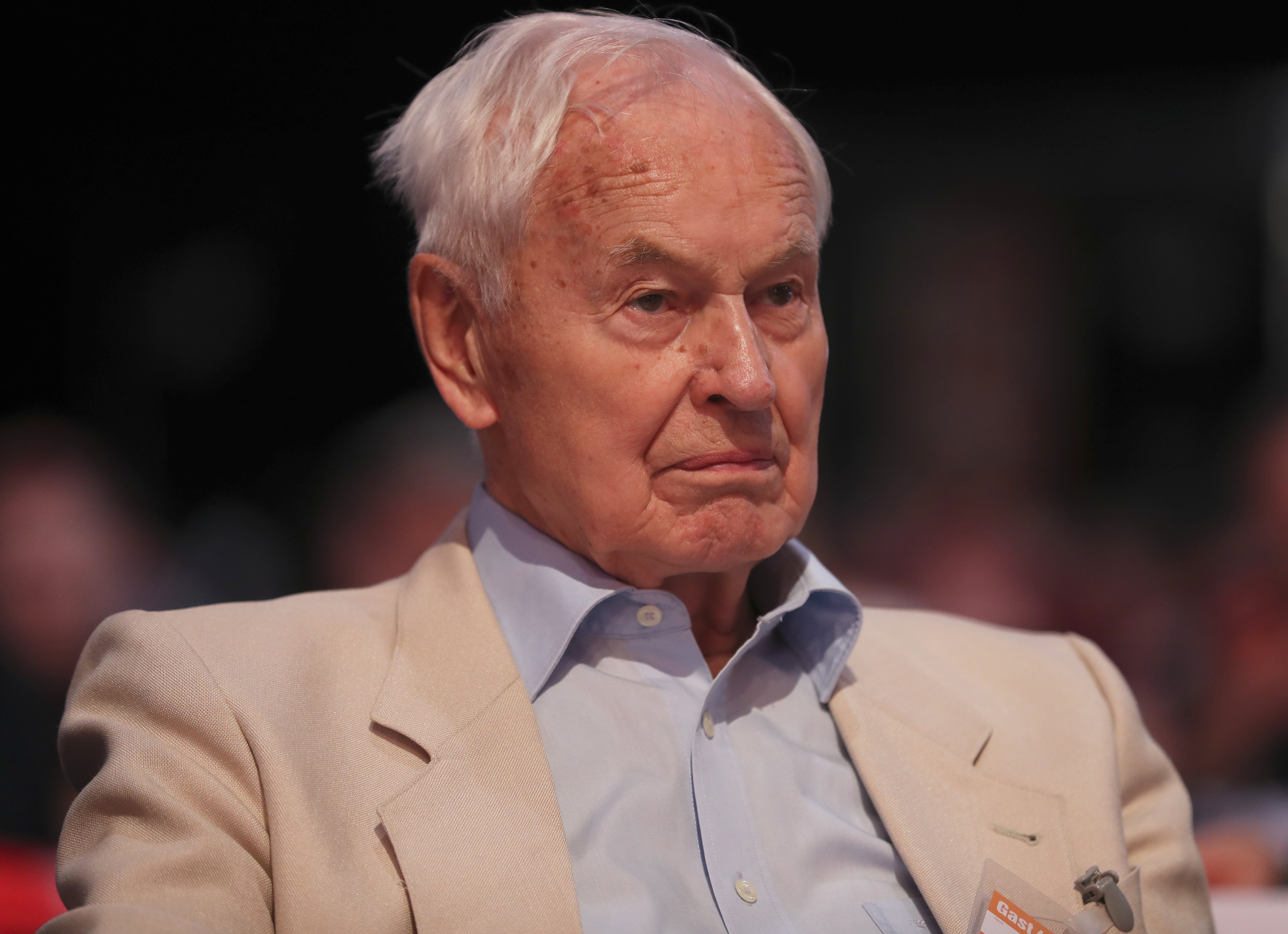
Modrow nel 2018.

Nel 1999 Hans Modrow viene eletto al Parlamento europeo. Ha lavorato nella commissione per gli aiuti allo sviluppo ed è stato responsabile tra l'altro per i negoziati di adesione con la Repubblica Ceca. Alle elezioni europee del 2004, non si è più avvicinato nonostante l'interesse iniziale, dal momento che il presidente del Pds divenne Lothar Bisky secondo i dati, altri oggetti ebbero urgentemente bisogno di lui e Modrow quindi non sedette sulla lista proposta al Congresso d'Europa. Dal 2007 è Presidente del Consiglio degli anziani del partito Die Linke.
Nell'aprile 2006, Modrow, rispose a quanto chiesto se la leadership politica della RDT fu responsabile con le morti al muro di Berlino, considerando accettabile, la rivista Cicero. "La responsabilità per le morti al Muro fu da entrambe le parti" La RDT per Modrow è stata il "tentativo di sviluppo socialista".
Modrow minimizzò l'ordine di sparare al commando del confine della RDT, chiamandolo come la "fornitura di armi da fuoco". Analoghe disposizioni designate e indicate esistevano anche in altri paesi.
Furono criticati i contatti di Modrow a parere dei servizi segreti - neo-stalinisti.

## Procedimenti giudiziari
Il 27 maggio 1993 è stato condannato dal Tribunale federale di Dresda per incitamento alla frode elettorale nella Repubblica Democratica Tedesca con la pena riservata dopo che la Corte federale confermò l'"incriminazione per la contraffazione sulle elezioni comunali socialiste nella ex RDT", affermata nel 1992, anche dopo la riunificazione. In appello la decisione della Corte federale, in particolare, venne annullata a causa di ampie considerazioni di riduzione della pena. Un'altra sezione della Corte distrettuale condannò definitivamente Modrow nel 1995.
Nel 1994 il Bundestag sollevò Modrow dall'immunità parlamentare e consentì in tal modo l'azione legale contro esso, che lo portò all'accusa di falsa testimonianza. È stato riconosciuto colpevole e condannato a dieci mesi di reclusione con la condizionale nel 1996. Nell'agosto 1995 gli venne inflitta un'ammenda, la pena di nove mesi sospesa per frode elettorale fu inclusa. Modrow aveva affermato nel 1992 che aveva posseduto il diritto di impartire istruzioni per le condizioni fissate dalla SED per i Kampfgruppen der Arbeiterklasse, la Volkspolizei e l'amministrazione della Stasi del distretto popolare. Egli ha anche affermato che alle manifestazioni per i diritti civili di Dresda del 7 e dell'8 ottobre 1989 vennero impiegati gruppi di battaglia, non vi è alcuna possibilità che la SED e la Stasi avevano lavorato a Dresda contro degli emigranti. Le sue affermazioni sono state confutate da documenti.

## Vita privata
Modrow è stato sposato con Annemarie Straubing (deceduta nel 2003). Ha avuto due figlie che vivevano con lui a Berlino.

## Pubblicazioni
- Wie eine Jugendkontrollbrigade arbeiten soll! Berlin 1952.
- Welche Aufgaben hat die FDJ beim Kampf für den Sieg des Sozialismus in der DDR? Berlin 1959.
- Als Leiter eines Autorenkollektivs: Die DDR und Japan. Berlin 1983.
- Für ein neues Deutschland, besser als DDR und BRD. Berlin 1990.
- Mit Wolfgang Meyer: Aufbruch und Ende. Berlin 1991.
- Hrsg.: Das Große Haus. Insider berichten aus dem ZK der SED. Berlin 1994.
- Hrsg.: Der 8. Mai 1945. Ende und Anfang. Berlin 1995.
- Hrsg.: Das Große Haus von außen. Erfahrungen im Umgang mit der Machtzentrale in der DDR. Berlin 1996.
- Hrsg.: Unser Zeichen war die Sonne. Gelebtes und Erlebtes. Berlin 1996.
- Mit Hans-Dieter Schütt: Ich wollte ein neues Deutschland. Berlin 1998.
- Die Perestroika - wie ich sie sehe. Persönliche Erinnerungen und Analysen eines Jahrzehntes, das die Welt veränderte. Berlin 1998.
- Mit Manfred Sohn: Vor dem großen Sprung? Überblick über die Politik der Japanischen Kommunistischen Partei. Schkeuditz 2000.
- Von Schwerin bis Strasbourg. Erinnerungen an ein halbes Jahrhundert Parlamentsarbeit. Berlin 2001.
- Zur Hypothek des kommunistischen Erbes. Überlegungen zur historischen Niederlage des Kommunismus. Konferenzbeiträge. Berlin 2003.
- Hrsg. mit Hans Watzek: Junkerland in Bauernhand. Die deutsche Bodenreform und ihre Folgen. Berlin 2005.
- Hrsg. mit Ulrich Maurer: Überholt wird links. Was kann, was will, was soll die Linkspartei. Berlin 2005.
- Hrsg. mit Ulrich Maurer: Links oder lahm? Die neue Partei zwischen Auftrag und Anpassung. Berlin 2006.
- In historischer Mission. Als deutscher Politiker unterwegs. Berlin 2007.
- Hrsg. mit Dietmar Schulz: Lateinamerika, eine neue Ära? Berlin 2008.
- Hrsg.: Zeiten und Zäsuren. Stefan Doernberg zum 85. Geburtstag. Berlin 2009.
- Mit Gabriele Oertel: Hans Modrow - sagen, was ist. Berlin 2010.
- Volker Hermsdorf/Hans Modrow: Amboss oder Hammer. Gespräche über Kuba. Berlin und Böklund 2015, ISBN 978-3-95514-020-5.
- La perestroika e la fine della DDR. Come sono andate veramente le cose, Mimesis 2019.